# Jednostka zainteresowania publicznego
Jednostka zainteresowania publicznego (również jednostka interesu publicznego, ang. public interest entities, PIE) – jednostka o szczególnym statusie w obszarze badania sprawozdań finansowych, których działalność jest doniosła z punktu widzenia interesu publicznego. Nadużycia w podmiotach zainteresowania publicznego wywołują szczególnie negatywne konsekwencje dla akcjonariuszy i osób trzecich, co czyni koniecznym wzmocnienie mechanizmów nadzoru. Stąd celem wyróżnienia tych jednostek jest eliminacja ryzyka naruszeń niezależności audytorów i uchybień zasadzie sceptycyzmu zawodowego przez firmy audytorskie przeprowadzające badania ustawowe poprzez poddanie ich intensywniejszemu nadzorowi finansowemu i surowszej rewizji w zakresie sprawozdawczości.

## Polska definicja ustawowa
Zgodnie z ustawą z dnia 11 maja 2017 roku o biegłych rewidentach, firmach audytorskich oraz nadzorze publicznym są to:
a) emitenci papierów wartościowych dopuszczonych do obrotu na rynku regulowanym państwa Unii Europejskiej, mających siedzibę na terytorium Polski, których sprawozdania finansowe objęte są obowiązkiem badania ustawowego,
b) banki krajowe, oddziały instytucji kredytowych i oddziały banków zagranicznych,
c) zakłady ubezpieczeń i zakłady reasekuracji oraz główne oddziały i oddziały zakładów ubezpieczeń i zakładów reasekuracji,
d) instytucje pieniądza elektronicznego i krajowe instytucje płatnicze spełniające kryteria dużej jednostki,
e) otwarte fundusze emerytalne, dobrowolne fundusze emerytalne oraz powszechne towarzystwa emerytalne,
f) fundusze inwestycyjne otwarte, specjalistyczne fundusze inwestycyjne otwarte oraz publiczne fundusze inwestycyjne zamknięte,
g) towarzystwa, które na koniec danego roku obrotowego oraz na koniec roku obrotowego poprzedzającego dany rok obrotowy zarządzały aktywami o wartości nie mniejszej niż 10 000 000 000 zł oraz które zarządzały funduszami posiadającymi łącznie nie mniej niż 30 000 rejestrów otwartych dla uczestników,
h) podmioty prowadzące działalność maklerską, które na koniec danego roku obrotowego oraz na koniec roku obrotowego poprzedzającego dany rok obrotowy posiadały na rachunkach klientów aktywa o wartości nie mniejszej niż 10 000 000 000 zł lub zarządzały aktywami o wartości nie mniejszej niż 10 000 000 000 zł i jednocześnie posiadały minimum 10000 klientów, z wyłączeniem podmiotów prowadzących działalność wyłącznie w zakresie przyjmowania i przekazywania zleceń nabycia lub zbycia instrumentów finansowych lub w zakresie doradztwa inwestycyjnego,
i) spółdzielcze kasy oszczędnościowo-kredytowe, spełniające kryteria dużej jednostki.
Jednostek zainteresowania publicznego dotyczą szczególne obowiązki w zakresie wyboru firmy audytorskiej do przeprowadzania badania sprawozdania finansowego oraz w zakresie komitetu audytu (wywodzącego się z prawa amerykańskiego), w tym jego zadań w zakresie monitorowania i zapewnienia niezależności firmy audytorskiej, w szczególności dotyczących wynagrodzenia za świadczenie na rzecz badanego podmiotu dozwolonych usług innych niż badanie sprawozdania finansowego. Model świadczenia usług przez firmy audytorskie na rzecz tych jednostek przewiduje tzw. czarną i białą listę, zawierającą odpowiednio katalog czynności zabronionych i warunkowo dozwolonych.

## Definicja IESBA
Definicje formułowane na szczeblu międzynarodowym mają charakter bardziej ogólny.
Zgodnie z definicją Rady Międzynarodowych Standardów Etycznych dla Księgowych (International Ethics Standards Board for Accountants – IESBA) sformułowaną dla celów ustalania niezależności biegłego rewidenta, jednostką zainteresowania publicznego jest:
1. jednostka notowana na giełdzie papierów wartościowych oraz 
2. jednostka: 
a) zdefiniowana przez prawo lub regulacje jako jednostka zainteresowania publicznego lub 
b) na którą prawo lub regulacje nakładają obowiązek przeprowadzenia badania sprawozdań finansowych zgodnie z tymi samymi wymogami niezależności, które mają zastosowanie do badania sprawozdań finansowych jednostek notowanych na giełdzie papierów wartościowych. Takie regulacje mogą być wydawane przez wszystkie organy regulacyjne, w tym przez regulatorów z dziedziny rewizji finansowej.